# 關川郁萬
关川郁万（日语： Sekigawa Ikuma，2000年9月13日—），日本足球运动员，2000年9月13日出生于日本东京都，场上司职后卫，目前效力于鹿岛鹿角。

## 简介
关川郁万出身于东京都，早期受训于FC多摩，后升入千叶县足球名校流通经济大学柏附属高等学校就读。他在高中一年级就坐稳学校主力，并在高中二年级为学校获得全国高等学校综合体育大会优胜而做出重大贡献。2018年5月，鹿岛鹿角内定关川郁万加盟。同年，作为三年级生的关川郁万随校队出征全國高等學校足球錦標賽。但他们在决赛中不敌如日中天的青森山田，连续两年屈居亚军。
2019年，关川郁万正式入籍鹿岛鹿角，并在同年4月24日对阵庆南FC的比赛中完成了自己的职业生涯处子秀。
2020年2月23日，他在对阵广岛三箭的联赛揭幕战中完成了自己的联赛首秀。
2021年4月3日，他在对阵浦和红钻的比赛中攻入自己的职业生涯首球。

## 运动队
FC多摩
流通经济大学柏附属高等学校
鹿岛鹿角

## 职业生涯数据
| 球会表现 | 球会表现 | 球会表现 | 联赛 | 联赛 | 天皇杯     | 天皇杯     | 联赛杯     | 联赛杯     | 洲际赛 | 洲际赛 | 总数 | 总数 |
| 球季     | 球会     | 联赛     | 出场 | 入球 | 出场       | 入球       | 出场       | 入球       | 出场   | 入球   | 出场 | 入球 |
| 日本     | 日本     | 日本     | 联赛 | 联赛 | 日本天皇杯 | 日本天皇杯 | 日本联赛杯 | 日本联赛杯 | 亚洲赛 | 亚洲赛 | 总数 | 总数 |
| -------- | -------- | -------- | ---- | ---- | ---------- | ---------- | ---------- | ---------- | ------ | ------ | ---- | ---- |
| 2019     | 鹿岛鹿角 | J联赛    | 0    | 0    | 1          | 0          | 0          | 0          | 2      | 0      | 3    | 0    |
| 2020     | 鹿岛鹿角 | J联赛    | 15   | 0    | 0          | 0          | 2          | 0          | 0      | 0      | 17   | 0    |
| 2021     | 鹿岛鹿角 | J联赛    | 5    | 1    | 0          | 0          | 7          | 0          | 0      | 0      | 12   | 1    |
| 总和     | 总和     | 总和     | 20   | 1    | 1          | 0          | 9          | 0          | 2      | 0      | 32   | 1    |

最后更新于: 2021年9月19日

## 个人荣誉

### 团体

#### 流通经济大学附属柏高等学校
- 全国高等学校综合体育大会优胜：1次（2017年）

### 个人
- 全國高等學校足球錦標賽优秀选手：2次（2017年、2018年）
- 全国高等学校综合体育大会优秀选手：2次（2016年、2017年）